# Liste der Baudenkmale in Hennigsdorf
In der Liste der Baudenkmale in Hennigsdorf sind alle Baudenkmale der brandenburgischen Stadt Hennigsdorf und ihrer Ortsteile aufgelistet. Grundlage ist die Veröffentlichung der Landesdenkmalliste mit dem Stand vom 31. Dezember 2020.

## Legende
In den Spalten befinden sich folgende Informationen:
- ID-Nr.: Die Nummer wird vom Brandenburgischen Landesamt für Denkmalpflege vergeben. Ein Link hinter der Nummer führt zum Eintrag über das Denkmal in der Denkmaldatenbank. In dieser Spalte kann sich zusätzlich das Wort Wikidata befinden, der entsprechende Link führt zu Angaben zu diesem Denkmal bei Wikidata.
- Lage: die Adresse des Denkmales und die geographischen Koordinaten. Link zu einem Kartenansichtstool, um Koordinaten zu setzen. In der Kartenansicht sind Denkmale ohne Koordinaten mit einem roten beziehungsweise orangen Marker dargestellt und können in der Karte gesetzt werden. Denkmale ohne Bild sind mit einem blauen bzw. roten Marker gekennzeichnet, Denkmale mit Bild mit einem grünen beziehungsweise orangen Marker.
- Bezeichnung: Bezeichnung in den offiziellen Listen des Brandenburgischen Landesamtes für Denkmalpflege. Ein Link hinter der Bezeichnung führt zum Wikipedia-Artikel über das Denkmal.
- Beschreibung: die Beschreibung des Denkmales
- Bild: ein Bild des Denkmales und gegebenenfalls einen Link zu weiteren Fotos des Baudenkmals im Medienarchiv Wikimedia Commons

## Allgemein
| ID-Nr.   | Lage               | Bezeichnung                                                                                         | Beschreibung | Bild           |
| -------- | ------------------ | --------------------------------------------------------------------------------------------------- | --- | -------------- |
| 09165327 | Hennigsdorf (Lage) | Satzung zum Schutz des Denkmalbereichs der AEG-Siedlung Hennigsdorf (sogenanntes „Rathenauviertel“) | Das Rathenauviertel wurde ab 1910 angelegt. Die Planungen stammten von Peter Behrens, ab 1920 führte Jean Krämer die Planungen weiter. Die Siedlung wird begrenzt von der Klingenbergstraße (die Häuser an der nördlichen Seite und die ersten Häuser in der Amperestraße und Hertzstraße gehören dazu), der Rathenaustraße (der Rathenaupark gehört zum Denkmalbereich), Spandauer Allee, Edisonstraße und Fontanestraße. | weitere Bilder |

## Baudenkmale

### Hennigsdorf
| ID-Nr.            | Lage                                                           | Bezeichnung | Beschreibung | Bild                                                                 |
| ----------------- | -------------------------------------------------------------- | --- | --- | -------------------------------------------------------------------- |
| 09165848          | August-Conrad-Straße 27 (Lage)                                 | Wohnhaus mit Nebengebäude | | Wohnhaus mit Nebengebäude                                            |
| 09165850          | August-Conrad-Straße 29 (Lage)                                 | Wohnhaus | | Wohnhaus                                                             |
| 09165444          | August-Conrad-Straße 31, 33 (Lage)                             | Dieselmotorenkraft- und Umspannwerk                                                                                               | | Dieselmotorenkraft- und Umspannwerk                                  |
| 09165041          | Berliner Straße 49 (Lage)                                      | Wohnhaus mit Schmiede, Scheune und Einfriedung                                                                                    | | Wohnhaus mit Schmiede, Scheune und Einfriedung                       |
| 09166119          | Eschenallee 11 und Eschenallee 11/Apfelallee (Lage)            | Eine Unterkunftsbaracke und zwei Holzbaracken (Lagerbaracken).                                                                    | Sie sind allesamt Teil des Zwangsarbeiterlagers der AEG-Fabriken Hennigsdorf und datieren auf das Jahr 1943. Die Unterkunftsbaracke (Eschenallee 11) ist ein eingeschossiger Ziegel-Fachwerkbau mit einem deutlich flachem Satteldach. Die eingeschossige Lagerbaracke Nr. 1 in Holzbauweise mit Satteldach steht nördlich der Unterkunftsbaracke an der Eschenallee 11. Die ebenfalls eingeschossige Lagerbaracke Nr. 2 in Holzbauweise mit Satteldach befindet sich südöstlich der Unterkunftsbaracke an der Eschenallee 11/Apfelallee. | weitere Bilder                                                       |
| 09165364          | Feldstraße 71, Jägerstraße 1, 3, 5, Forststraße 37, 39 (Lage)  | Wohnanlage | Die Anlage entstand in der ersten Hälfte der 1920er Jahre für die Gemeinnützige Wohnungsbaugesellschaft mbH Hennigsdorf | Wohnanlage                                                           |
| 09165378          | Fontanestraße / Krumme Straße (Lage)                           | Gleichrichterwerk | | weitere Bilder                                                       |
| 09165038          | Friedhofstraße / Am Rathaus / Ludwig-Lesser-Straße (Lage)      | Gedenkstätte für die 1920 im Kampf gegen den Kapp-Putsch Gefallenen, auf dem alten Friedhof                                       | | weitere Bilder                                                       |
| 09165268 Wikidata | Hauptstraße 1 (Lage)                                           | Martin-Luther-Kirche | Die evangelische Martin-Luther-Kirche wurde 1853–1855 nach Entwurf von Friedrich August Stüler erbaut. Im Jahr 1924 wurden der Turm und die Apsis verändert. | weitere Bilder                                                       |
| 09165046 Wikidata | Hauptstraße 3, 4 (Lage)                                        | Altes Rathaus mit Feuerwache (Nr. 4) und altem Gefängnis                                                                          | Der Ziegelbau datiert auf das Jahr 1912. Der Gefängnisbau (ca. 1912) schließt als Ziegelgebäude direkt an den Hof des Rathauses an. Bei der Feuerwache handelt es sich ebenfalls um einen Klinkerbau, der auf ca. 1920 datiert ist. | weitere Bilder                                                       |
| 09165039          | Hauptstraße 3 (Lage)                                           | Gedenktafel zur Erinnerung an den 100-Tage-Streik im Jahr 1929, im alten Rathaus                                                  | | BW                                                                   |
| 09165104          | Neuendorfer Straße (Lage)                                      | AEG-Feuerwache | | weitere Bilder                                                       |
| 09165037          | Parkstraße (Lage)                                              | Grabstätten für Zwangsarbeiter verschiedener Nationalitäten sowie für deutsche Antifaschisten, auf dem Waldfriedhof, Gräberfeld V | | weitere Bilder                                                       |
| 09165372          | Paul-Jordan-Straße 1, 2, 2a, 3-8, Voltastraße 7 (Lage)         | Wohnsiedlung | westliche Zeile 1918–1919 von Peter Behrens in Schlackenbetonsteinen; östliche Zeile 1920–1922 in gleicher Grundform mit bautechnischen Modifikationen durch Jean Krämer | Wohnsiedlung                                                         |
| 09165036          | Postplatz (Lage)                                               | Ehrenmal für die Opfer des Faschismus (OdF)                                                                                       | | weitere Bilder                                                       |
| 09165389          | Postplatz 1 (Lage)                                             | Postamt | | Postamt                                                              |
| 09165035          | Rathenaustraße / Peter-Behrens-Straße / Neuendorfstraße (Lage) | Sowjetischer Ehrenfriedhof, im Rathenaupark                                                                                       | | weitere Bilder                                                       |
| 09165762          | Rathenaustraße 3-9 (ungerade) (Lage)                           | Mietwohnhaus („Rotes Schloss“) | U-förmige Mehrfamilienwohnhaus-Gruppe, 1910–1911 von Peter Behrens für die AEG | Mietwohnhaus („Rotes Schloss“)                                       |
| 09165101          | Rathenaustraße 6 (Lage)                                        | Alexander-Puschkin-Gymnasium einschließlich des begrünten Vorplatzes                                                              | | Alexander-Puschkin-Gymnasium einschließlich des begrünten Vorplatzes |
| 09165543          | Rathenaustraße 43 (Lage)                                       | Aula des Alexander-Puschkin-Gymnasiums                                                                                            | | Aula des Alexander-Puschkin-Gymnasiums                               |
| 09165044          | Tucholskystraße 34 (Lage)                                      | Wohnhaus | | Wohnhaus                                                             |

### Nieder Neuendorf
| ID-Nr.            | Lage                                        | Bezeichnung          | Beschreibung | Bild           |
| ----------------- | ------------------------------------------- | -------------------- | --- | -------------- |
| 09165045          | Triftweg 25 (Lage)                          | Gertrudenhof         | Wohnsitz von Otto Nuschke von 1924 bis 1957. | Gertrudenhof   |
| 09165043 Wikidata | Dorfstraße (Lage)                           | Dorfkirche           | Die Kirche ist ursprünglich in der Spätgotik erbaut worden. Möglicherweise wurde die Kirche im Dreißigjährigen Krieg zerstört, aufgebaut wurde sie zu Beginn des 18. Jahrhunderts. Der Westturm stammt aus dem 15. oder 16. Jahrhundert. Im Inneren befinden sich eine Kanzel und ein Taufstein aus dem 18. Jahrhundert. | weitere Bilder |
| 09165376          | Dorfstraße / Uferpromenade (Lage)           | Grenzwachturm        | | weitere Bilder |
| 09165833          | Oberjägerweg 11 / Ecke Schwarzer Weg (Lage) | Försterei Papenberge | Bestehend aus Forsthaus und zwei Wirtschaftsgebäuden (Stall und Schuppen). Datiert auf das Jahr 1898. Försterei Papenberge war ursprünglich Bestandteil von vier Förstereien, die Hennigsdorf im Halbrund umschlossen. Papenberge basiert dabei auf einer Flurbezeichnung aus dem Hochmittelalter stammend.              | weitere Bilder |

### Stolpe-Süd
| ID-Nr.   | Lage                                | Bezeichnung | Beschreibung                                       | Bild |
| -------- | ----------------------------------- | --- | -------------------------------------------------- | --- |
| 09165982 | Drosselweg (Lage)                   | Friedhofskapelle |                                                    | weitere Bilder |
| 09165134 | Drosselweg / Eichhörnchenweg (Lage) | Sowjetischer Ehrenfriedhof |                                                    | Sowjetischer Ehrenfriedhof |
| 09165133 | Schwarzer Weg (Lage)                | Wasserwerk Stolpe, bestehend aus Schornstein mit Fuchs und Rauchgaskanal, Maschinen- und Kesselhaus mit maschineller Ausstattung, Sozialgebäude, Rohwassersammelbrunnen, Wohnhaus/Bürogebäude, Werkstatt, Wohnhaus, Eingangssituation, ehemalige Schäferei/Tischlerei, Auslauf/Pumpenhaus, Kohleplatz, Einstiegshäuschen zu den Reinwasserbehälter von 1911 und Reinwasserbehälter, Einstiegshäuschen zu den Reinwasserbehältern von 1928, Rieselergebäude von 1911, Rieselergebäude von 1928, Sandfilter/-becken, Einstiegshäuschen Sandfilter, zwei Absetzbecken, Schlammabsetzbecken und Wegesystem mit historischer Pflasterung | Mit einem Schornstein mit Fuchs und Rauchgaskanal. | Wasserwerk Stolpe, bestehend aus Schornstein mit Fuchs und Rauchgaskanal, Maschinen- und Kesselhaus mit maschineller Ausstattung, Sozialgebäude, Rohwassersammelbrunnen, Wohnhaus/Bürogebäude, Werkstatt, Wohnhaus, Eingangssituation, ehemalige Schäferei/Tischlerei, Auslauf/Pumpenhaus, Kohleplatz, Einstiegshäuschen zu den Reinwasserbehälter von 1911 und Reinwasserbehälter, Einstiegshäuschen zu den Reinwasserbehältern von 1928, Rieselergebäude von 1911, Rieselergebäude von 1928, Sandfilter/-becken, Einstiegshäuschen Sandfilter, zwei Absetzbecken, Schlammabsetzbecken und Wegesystem mit historischer Pflasterung |